# Priopus basilaris
Priopus basilaris là một loài bọ cánh cứng trong họ Elateridae. Loài này được Schenkling miêu tả khoa học năm 1927.